# Hanna Schmidt-Foß
Hanna Schmidt-Foß (* 2. November 2007) ist eine deutsche Synchron- und Hörspielsprecherin.

## Leben
Hanna Schmidt-Foß kam im Jahr 2007 zur Welt und ist die Tochter von Florian Schmidt-Foß und die jüngere Schwester des Synchronsprechers Jonas Schmidt-Foß. Ihre Cousine ist die Influencerin Dalia Mya Schmidt-Foß. Über ihre Onkel Dennis Schmidt-Foß und Gerrit Schmidt-Foß kam sie schon in früheren Jahren zum Synchronisieren. Seit Mitte der 2010er Jahre ist sie als Synchronsprecherin tätig.

## Synchronrollen (Auswahl)
- 2010–2020: Hawaii Five-0: Londyn Silzer als Sara Diaz
- 2010–2022: Grey’s Anatomy: Aniela Gumbs als Zola Grey Shepherd
- 2014: Prinz Ribbit als Sandy (jung)
- 2016: X-Men: Apocalypse T.J. McGibbon als Nina
- 2021–2022: The Flight Attendant: Andrey Marshall als Cassie Bowden (jung)

## Hörspielrollen (Auswahl)
- 2016: Monster 1983 (2 Staffel, Rolle Mädchen)

## Filmografie (Auswahl)
- 2018: 8 Remains